# Kode (Kungälv)
Kode è un'area urbana della Svezia situata nel comune di Kungälv, contea di Västra Götaland.
La popolazione rilevata nel censimento 2010 era di 1 380 abitanti .